# 稅務條例
《稅務條例》為《香港法例》第112章，內容關於香港主要稅賦的成文法之一，由稅務局負責執行。

## 《稅務條例》的常用條文
- 第112章 第2條 釋義 (對本條例常用字作解)
- 第112章 第5條 物業稅的徵收
- 第112章 第5B條 應評稅值的確定
- 第112章 第8條 薪俸稅的徵收
- 第112章 第9條 因受僱傭工作而獲得的收入的定義
- 第112章 第14條 利得稅的徵收
- 第112章 第15條 被當作是營業收入的某些款項
- 第112章 第16條 應課稅利潤的確定
- 第112章 第17條 不能作為扣稅的支出（例如：家用、個人娛樂、某些炒股票及炒樓的損失等。）
- 第112章 第24條 會所、工會及商會等
- 第112章 第26C條 認可慈善捐款的扣稅規定
- 第112章 第27條 個人免稅額的一般規定
- 第112章 第88條 對慈善團體的豁免
- 第112章 第88A條 事先裁定（Advance rulings）

## 相關
- 香港稅務條例釋義 第21號（簡稱： 21）：「利潤來源地」的界定原則。

## 常用字
- 代理人
- 強制性公積金
- 配偶、丈夫、妻子
- 婚姻
- 港幣
- 業務
- 受託人
- 接管人
- 按揭
- 租約

## 修改

### 2016年

#### 《2016年稅務(修訂)(第號)條例》
此修訂條例是為香港實施稅務事宜自動交換財務帳戶資料而訂立的法律框架，用以支持由經濟合作與發展組織就自動交換資料頒佈的新國際標準。根據香港政府早前承諾 ，香港會於2017年或之前 ，通過需要的本地法律修訂，與合適國家實施自動交換資料。此項修訂是為了提升香港稅務透明度及打擊跨國逃稅，以維持香港作為國際金融中心地位。

## 外部連結
- 《香港法例》第112章《稅務條例》 （页面存档备份，存于）